# Francisco Guterres
Francisco Guterres, conhecido popularmente como Lu Olo (Ossu, Viqueque, 7 de setembro de 1954), é um político timorense, presidente do seu país entre 2017 e 2022. É presidente da Frente Revolucionária de Timor-Leste Independente (FRETILIN) e foi candidato à presidência do seu país nas eleições de 2007, 2012, 2017 e 2022.

## Biografia
De família católica, Guterres é um ex-guerrilheiro. Foi presidente do Parlamento Nacional de Timor-Leste. Foi ele quem leu a proclamação da independência, a 20 de maio de 2002. Único dos candidatos e dos raros timorenses que permaneceram na guerrilha desde a invasão, a 7 de dezembro de 1975, até à saída do contingente indonésio, em outubro de 1999.

### Família
Francisco Guterres Lu Olo é atualmente casado com Cidália Nobre Guterres, o casal tem quatro filhos: Francisco Cidalino Guterres, Eldino Nobre Guterres, Felezito Samora Guterres e Dália Guterres.

### Estudos
Em 1963 Lu Olo estudou no Colégio de Santa Teresinha de Ossu, onde complementou a quarta classe, em 1969 e ainda em 1969 ingressa no Liceu de Díli que frequentou até 1973 mas posteriormente regressa ao Colégio de Santa Teresinha no exercício de monitor escolar indo até o ano de 1974.
No ano 1974, retorna a Díli, no intuito de continuar os seus estudos, mas não pode estudar por razões da sua luta na FRETILIN pela independência de Timor-Leste, devido a invasão e anexação do país pela Indonésia. 
Em 2005 ingressou no curso de direito na Universidade Nacional Timor Lorosa'e, o qual concluiu no ano de 2011, graduando-se a 24 de abril de 2012.

## Presidente de Timor-Leste

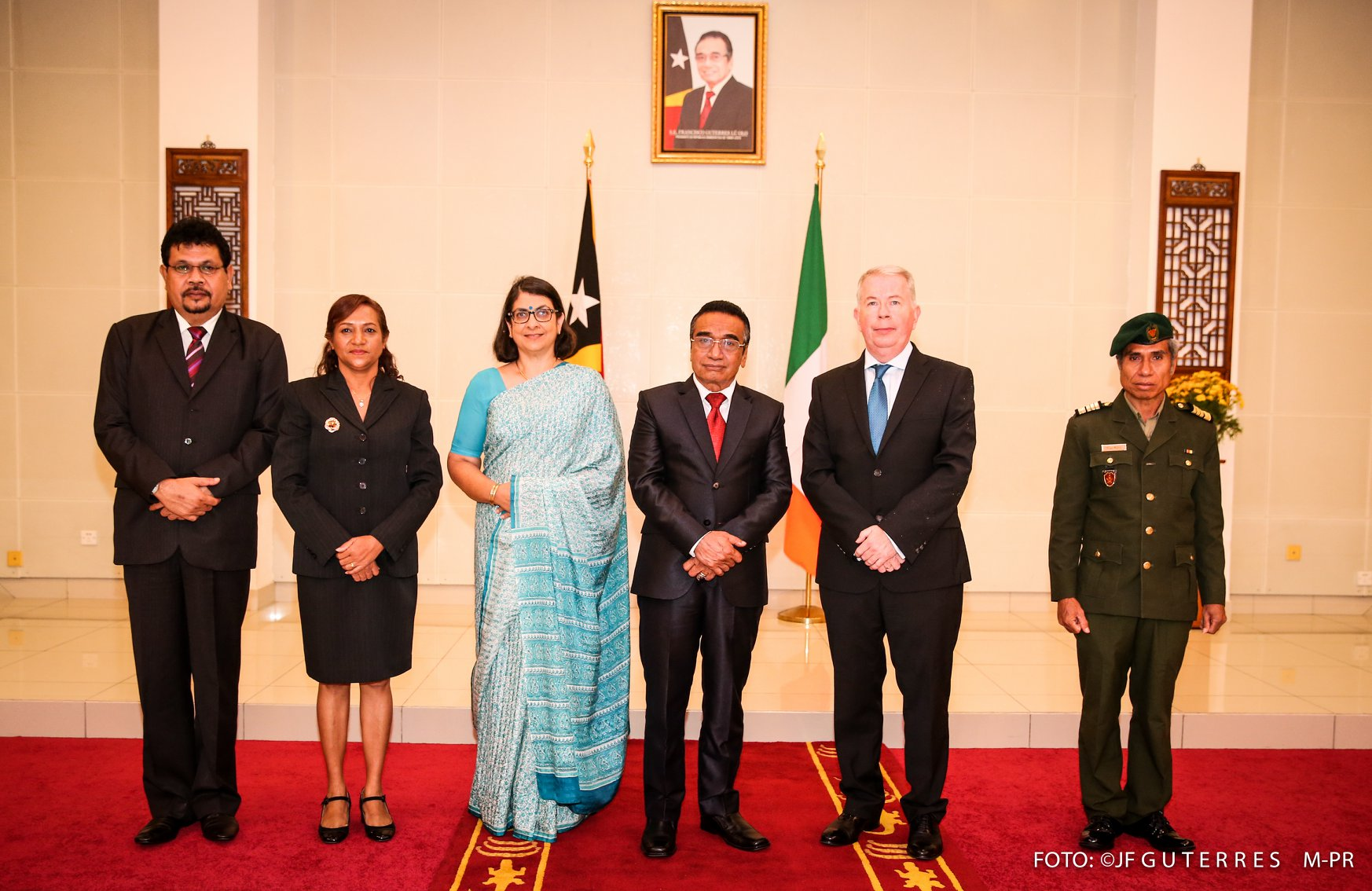
Em recepção oficial de autoridades em 2019.

Foi eleito o presidente a 20 de março de 2017, apoiado pelos dois principais partidos com resultado à volta dos 57%. Em 2022, concorreu a um segundo mandato, tendo sido derrotado na segunda volta das eleições por José Ramos-Horta, presidente do país entre 2007 e 2012.

## Distinções
- Colar da Ordem de Timor-Leste (30 de Agosto de 2009)[5]
- Grande-Colar da Ordem do Infante D. Henrique de Portugal (19 de maio de 2022)[6]